# Давидово (област Силистра)
Вижте пояснителната страница за други значения на Давидово.
Давидово е село в Североизточна България. То се намира в община Кайнарджа, област Силистра.